# Dian Cecht
Dian Cecht, dios irlandés de la curación, un Tuatha Dé Danann.

## Historia
En la primera Batalla de Maig Tured, el rey Nuada perdió un brazo, y él le hizo uno de plata. Pero los Tuatha Dé Danann pensaron que ya no debía seguir siendo rey, y fue sustituido por Bres, que era medio fomoré. Bres resultó ser un tirano y logró el odio del pueblo. Pidió entonces al hijo de Dian, Miach, que le hiciera uno de carne y hueso, y tras el cambio logró volver a su puesto. Entonces Dian, por celos, asesinó a su propio hijo. 
- Datos: Q1194924